# Telecel Group
Telecel Group est une société internationale de télécommunications mondialement présente et opérant principalement en Afrique.

## Historique
L'entreprise est fondée en 1986. 
En 2016, elle fait l'acquisition de Telecel Centrafrique. Cet opérateur, actif depuis 1994-1996, est le plus important de la République Centrafricaine. Il constitue le plus ancien et le premier opérateur mobile du pays par le nombre de clients. Après avoir appartenu au groupe égyptien Orascom, son principal actionnaire est le groupe Niel Telecom.
En 2017, l’entreprise acquiert Telecel Global, anciennement Exxon Telecom[réf. souhaitée].
En 2018, Telecel lance Telecel [[Afrique du Sud|Afrique du Sud[réf. souhaitée]]].  
En 2019, l’opérateur mobile de Gibraltar, Limba, est racheté par Telecel. 

## Services
Telecel est un fournisseur international de services vocaux, de données, de SMS et de télévision sur IP.
Elle gère des passerelles informatiques, essentiellement en Afrique. La société fournit des services de télécommunications pour les opérateurs de réseaux mobiles, les réseaux téléphoniques commutés, les services par contournement, avec plus de 300 interconnexions mondiales.

## Organisation du groupe

### Telecel Mobile
Telecel est un opérateur de réseau mobile virtuel (MVNO) et MVNE en Afrique du Sud, offrant des services 2G/3G/4G et WiMAX.

### Telecel Play
Telecel Play est une application mobile à guichet unique[Quoi ?] offrant plusieurs services dont Rich Communication Services (RCS), vidéo à la demande et commerce mobile[réf. souhaitée].

### Telecel Global
Telecel Global est un fournisseur international de services vocaux, de données et de SMS,. 